# Vestmanna
Vestmanna è un comune delle Isole Fær Øer. Ha una popolazione di 1 232 abitanti e fa parte della regione di Streymoy sull'isola omonima.
Vestmanna è l'unica località del comune.